# Ларш (Альпы Верхнего Прованса)
Ларш (фр. Larche, окс. L'Archa) — коммуна во Франции, находится в регионе Прованс — Альпы — Лазурный Берег. Департамент коммуны — Альпы Верхнего Прованса. Входит в состав кантона Барселоннет. Округ коммуны — Барселоннет.
Код INSEE коммуны — 04100.

## Население
Население коммуны на 2008 год составляло 72 человека.
| 1962 | 1968 | 1975 | 1982 | 1990 | 1999 | 2008 |
| ---- | ---- | ---- | ---- | ---- | ---- | ---- |
| 102  | 128  | 100  | 91   | 71   | 83   | 72   |

## Экономика
Экономика основана на туризме и сельском хозяйстве.
В 2007 году среди 42 человек в трудоспособном возрасте (15—64 лет) 27 были экономически активными, 15 — неактивными (показатель активности — 64,3 %, в 1999 году было 67,3 %). Из 27 активных работали 26 человек (12 мужчин и 14 женщин), безработной была 1 женщина. Среди 15 неактивных 7 человек были учащимися или студентами, 3 — пенсионерами, 5 были неактивными по другим причинам.

## Достопримечательности
- Перевал Ларш
- Церковь Нотр-Дам-де-Неж (XX век)
- Форт Вирейс (1887 год), на высоте 2700 м
- Форт и дот Мальмор (линия Мажино)
- Долина и озеро Лозанье, источники Юбейет в Национальном парке Меркантур

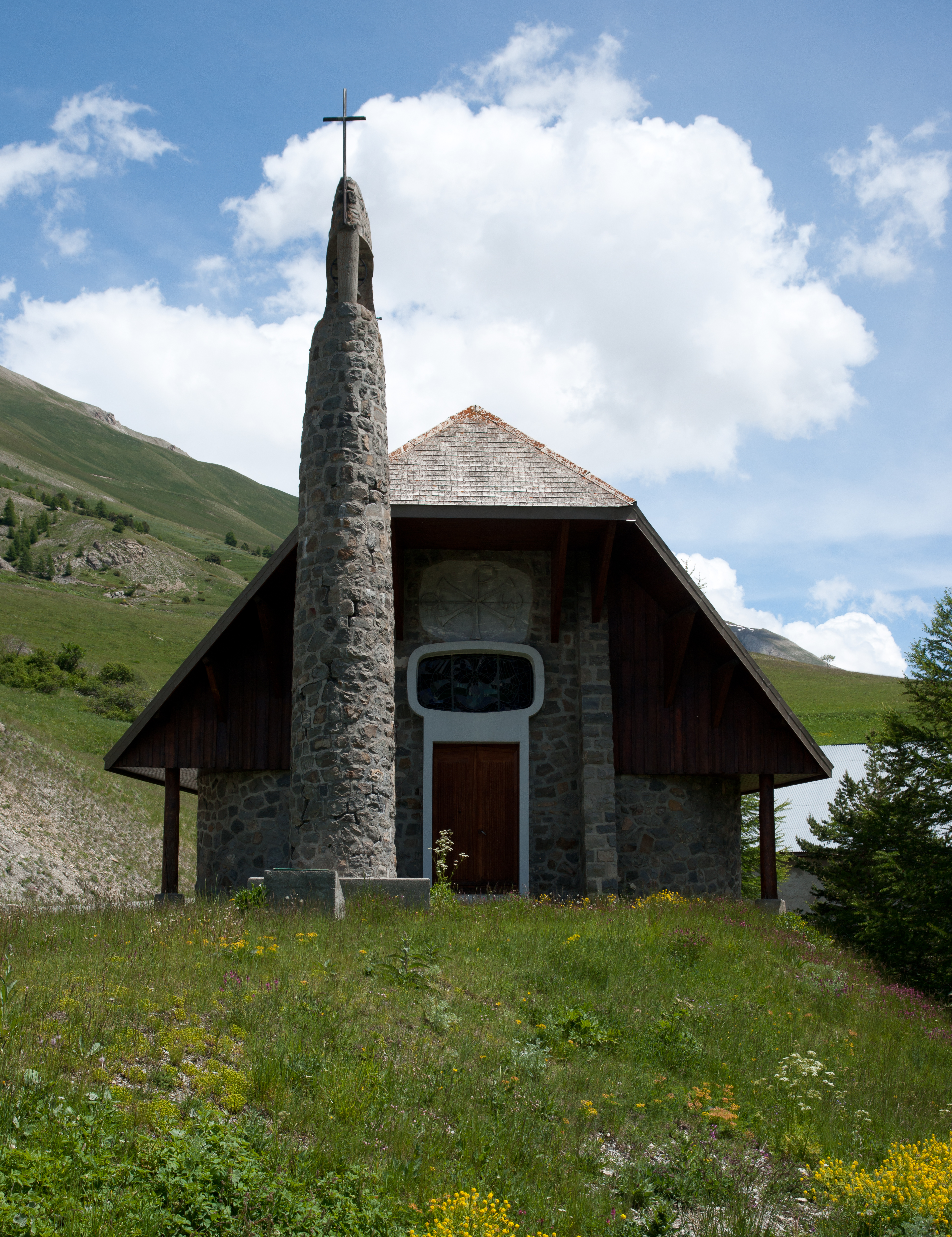
Часовня Мезон-Меан